# Pișchia

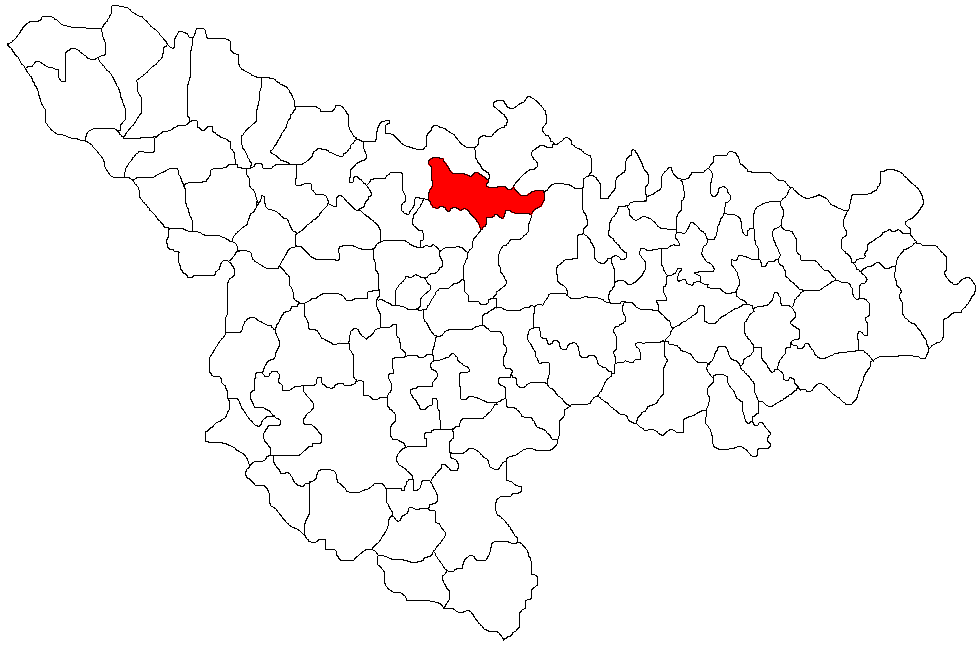
Lage der Gemeinde Pișchia im Kreis Timiș

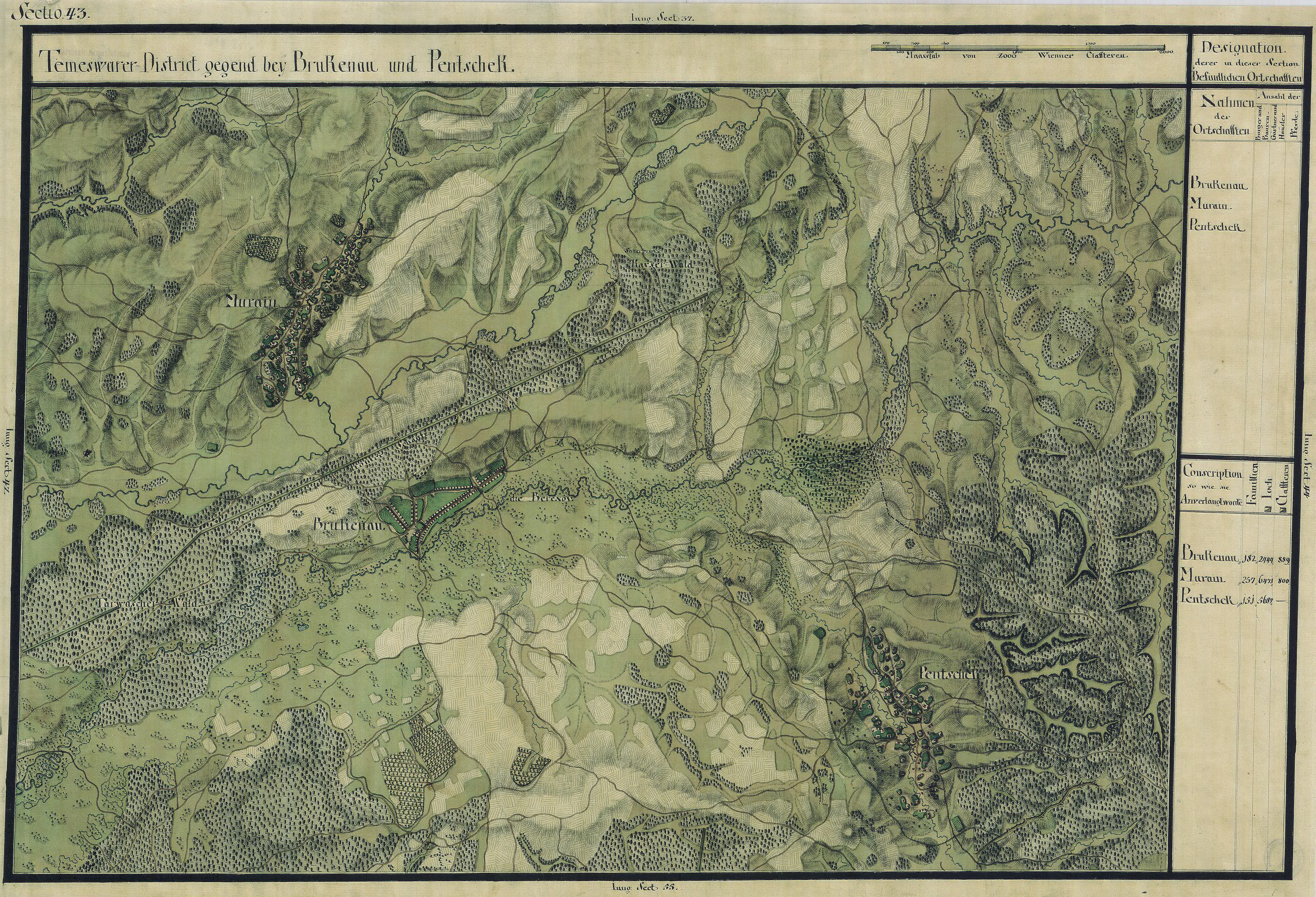
Pișchia auf der Josephinischen Landaufnahme (1769–1772)

Pișchia ['piʃkia] (deutsch Bruckenau, ungarisch Hidasliget) liegt im Kreis Timiș, in der Region Banat, im Südwesten Rumäniens, 20 km nordöstlich von der Kreishauptstadt Timișoara (Temeswar), an der Landstraße Timișoara–Lipova (Lippa), entfernt.

## Nachbarorte
| Orțișoara | Firiteaz                                    | Fibiș     |
| Carani    | Kompassrose, die auf Nachbargemeinden zeigt | Brestovăț |
| Sânandrei | Giarmata                                    | Ianova    |

## Geschichte
Der Ort wurde 1332 erstmals unter dem Namen Pisky erwähnt.

### Archäologische Funde
Unweit von Pișchia sind heute noch zwei Erdwälle zu erkennen. Nach einer wissenschaftlichen Untersuchung des Historikers Florin Medeleț und des Archäologen Vasile Ianosev von 1976 stand fest, dass es sich um einen romanischen Wall handelt, der aus drei parallel zueinander laufenden Wällen und vier dazwischen liegenden Gräben besteht, die der präromanischen Zeit und der Zeit der Völkerwanderung (3.–4. Jh. n. Chr.) zuzuordnen sind. Desgleichen fand man bei Pișchia zahlreiche archäologische Funde aus der Stein-, Bronze- und Eisenzeit. Diese Gegenstände befinden sich im Banater Nationalmuseum in Timișoara.

### Ansiedlung der Deutschen
Die ersten Deutschen wurden 1724 während des Ersten Schwabenzugs angesiedelt. Sie kamen aus Trier, dem Elsass und Lothringen und nannten den Ort Bruckenau nach dem aus der alten Heimat mitgebrachten Namen Bruck an der Au. 1759–1763 fand eine zweite Kolonisierungswelle mit deutschen Kolonisten statt. In einer Verfügung vom 13. Mai 1767 wurden jedem Kolonisten 24 Joch zum Ackerbau und 6 Joch Wiesen zugeteilt.

### Kulturleben
Am 18. Juni 1766 kam die Verordnung, dass jedes Dorf mit einem Pfarrer und einem Lehrer, und je zwei Dörfer mit einem Chirurgen zu versehen sind. Die Pfarrei Bruckenau wurde 1759 gegründet. Vorher war Bruckenau Filiale der Pfarrei Jahrmarkt (Giarmata). Der erste katholische Pfarrer war der Priester Theissenfeld (1725). Die römisch-katholische Kirche wurde 1776 erbaut und 1922 renoviert. Die griechisch-orthodoxe Pfarrei wurde 1929 gegründet. Die Messe fand in einer Kapelle statt. 1988–1990 wurde die orthodoxe Kirche gebaut.
Die Schule in Pișchia funktionierte ununterbrochen, anfangs in deutscher Sprache, dann in ungarischer und wieder in deutscher, ab 1940 auch in rumänischer Sprache. Seit 1990 findet der Unterricht nur noch in rumänischer Sprache statt, da es keine deutschen Kinder mehr gibt.

### Ortsnamen
Pișchia hatte während seiner Geschichte verschiedene Namen:
- In den ältesten Urkunden aus dem 14. und 15. Jahrhundert wurde der Ort unter der Bezeichnung Pisky erwähnt.
- Nach der Ansiedlung mit Deutschen war die offizielle Bezeichnung Bruckenau (1724–1910 und 1920–1926).
- In der Zeitspanne 1911–1920 hieß der Ort offiziell Hidasliget.
- Seit 1926 lautet die offizielle Bezeichnung Pișchia.

### Kriegsfolgen
Am 4. Juni 1920 wurde das Banat infolge des Vertrags von Trianon dreigeteilt. Der größte, östliche Teil, zu dem auch Bruckenau gehörte, fiel an Rumänien.
Infolge des Waffen-SS Abkommens vom 12. Mai 1943 zwischen der Antonescu-Regierung und Hitler-Deutschland wurden alle deutschstämmigen wehrpflichtigen Männer in die deutsche Armee eingezogen. Noch vor Kriegsende, im Januar 1945, fand die Deportation aller volksdeutschen Frauen zwischen 18 und 30 Jahren und Männer im Alter von 16 bis 45 Jahren zur Aufbauarbeit in die Sowjetunion verschleppt statt. Das Bodenreformgesetz vom 23. März 1945, das die Enteignung der deutschen Bauern in Rumänien vorsah, entzog der ländlichen Bevölkerung die Lebensgrundlage.

### Einwohner
| 1880 | 5079 | 1826 | 98  | 2926 | 229            |
| 1910 | 5315 | 2216 | 218 | 2847 | 34             |
| 1977 | 3956 | 2616 | 130 | 1052 | 158            |
| 2002 | 3006 | 2911 | 46  | 14   | 35             |
| 2011 | 3051 | 2768 | 39  | 8    | 236 (106 Roma) |
| 2021 | 3167 | 2715 | 33  | 7    | 412 (62 Roma)  |

## Persönlichkeiten
- Walter Roth (* 1959), deutscher Schauspieler und Verleger